# Cour constitutionnelle (Turquie)
Pour les articles homonymes, voir Cour constitutionnelle.
La Cour constitutionnelle (turc : Anayasa Mahkemesi, prononcé [ɑnɑjɑsɑ mahcɛmɛ'si], abrégé AYM) est la plus haute instance juridique spécialisée de la république de Turquie chargée du contrôle de constitutionnalité. Créée par la Constitution de 1961, il s'agit de la cinquième cour constitutionnelle instituée en Europe à la suite de la Seconde Guerre mondiale.

## Histoire

### Constitution de 1961
La création d'un organe de contrôle des actes législatifs et exécutifs fait suite aux graves dérives autoritaires observées à la fin des années 1960 par le gouvernement du premier ministre Menderes. Celui-ci avait en fait promulgué plusieurs lois (grâce à la majorité du Parti Démocrate au parlement turc) limitant les libertés publiques (presse, réunion, associations, laïcité) pour mieux asseoir son pouvoir et contrôler l’opposition parlementaire (incarnée par le CHP). L'armée intervient alors pour garantir les principes kémalistes de la république turque. Une nouvelle constitution très libérale est rédigée et promulguée le 9 juillet 1961.
L’article 147 de la constitution de 1961 dispose alors que "la Cour constitutionnelle contrôle la conformité à la Constitution des lois et du règlement intérieur de la Grande Assemblée nationale de Turquie". La cour est également habilitée, par les articles 19 et 57 de dissoudre tout parti ou association qui mettrait en cause les principes fondateurs d’Atatürk. Elle a entre autres prérogatives annexes la fonction de Haute cour de justice, et est apte à juger le président de la république et les ministres du gouvernement dans les cas prévus par la constitution. L’objectif affiché des militaires est de garantir les grands principes (État, république, laïcité, peuple, réforme, nation) établis par Mustafa Kemal, incarnés par la cour constitutionnelle.

### Réforme constitutionnelle de 1971
L'armée intervient de nouveau dans la vie politique turque et fait amender la constitution pour renforcer le contrôle administratif de l'État sur la société turque.
L’article 147 est amendé : "la Cour constitutionnelle contrôle la conformité à la Constitution des lois et du règlement intérieur de la Grande Assemblée nationale de Turquie ; aux conditions de forme indiquées dans la Constitution".
Le pouvoir de la cour est renforcé par le constituant pour garantir les principes kémalistes.

### Constitution de 1982
L'armée qui a pris le pouvoir suspend la constitution de 1961 le 12 septembre 1980. Une nouvelle constitution est promulguée le 7 novembre 1982. Les compétences de la cour constitutionnelle sont définies par les articles 148 et 149 : "La Cour constitutionnelle contrôle la conformité à la Constitution, quant à la forme et quant au fond, des lois, des décrets-lois et du Règlement intérieur de la Grande Assemblée nationale de Turquie. En ce qui concerne les révisions constitutionnelles, son examen et son contrôle portent exclusivement sur la forme".
Depuis sa création, la cour a souvent été utilisée par les kémalistes comme bouclier pour ralentir les velléités séparatistes (kurdes du PKK) ou islamistes (AKP) issues de la société civile et maintenir les principes fondateurs de la république laïque turque.

## Rôle
Conformément à l'article 148 de la Constitution turque de 1982, la Cour constitutionnelle exerce les fonctions suivantes :
- juger de la conformité à la Constitution, quant à la forme et quant au fond, du règlement intérieur de la Grande Assemblée nationale de Turquie et des lois et des décrets-lois, exception faite des lois et décrets-lois adoptés en période de guerre, d'état de siège ou d'état d'urgence ;
- juger de la conformité à la Constitution, quant à la forme, des amendements constitutionnels ;
- recevoir les requêtes des particuliers, lorsque les autres voies de recours ont été épuisées, qui estiment avoir été lésés par les pouvoirs publics quant aux droits et libertés inscrits dans la Convention européenne des droits de l'homme et garantis par la Constitution ;
- juger, en qualité de Haute Cour, les hauts dirigeants des pouvoirs publics[Notes 1] pour des infractions commises en lien avec leurs fonctions ;
- juger les hauts dirigeants des armées[Notes 2] pour des infractions commises en lien avec leurs fonctions ;
- exercer toutes autres fonctions qui lui sont attribuées par la Constitution[3].

La Cour se compose de deux chambres et d'une assemblée plénière. L'assemblée plénière est compétente pour décider, avec l'accord des deux tiers de ses membres :
- de l'annulation d'un amendement constitutionnel ;
- de l'interruption du financement public d'un parti politique ;
- de la dissolution d'un parti politique[4].

Les jugements rendus par la Cour constitutionnelle sont sans appel. Le droit de saisine, pour validation a priori de la conformité constitutionnelle des lois et décrets-lois et du règlement de la Grande Assemblée nationale, appartient au cinquième au moins des députés, aux groupes parlementaires respectifs du parti ministériel et du parti représentant la principale opposition, ainsi qu'au président de la République.

## Processus de désignation

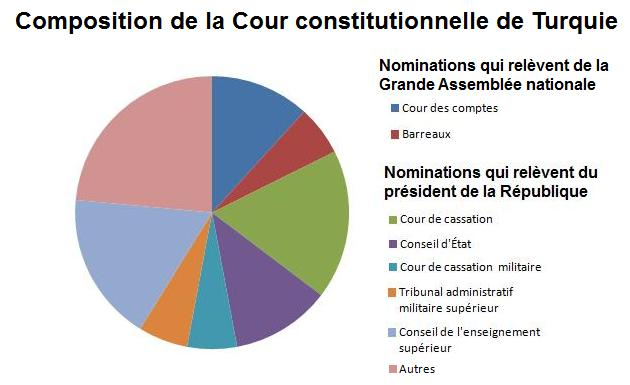
Composition de la Cour constitutionnelle de Turquie par instances de proposition de candidats et par organes chargés de la nomination.

La désignation des membres de la Cour constitutionnelle, au nombre de dix-sept, se fait comme suit :
La Grande Assemblée nationale de Turquie désigne trois membres dont :
- Deux membres, parmi trois candidats proposés par la Cour des comptes ;
- Un membre, parmi trois avocats proposés par les chefs des barreaux.

Le président de la République désigne 14 membres dont :
- Trois membres, à raison d'un choisi parmi une série de trois candidats proposés par la Cour de cassation ;
- Deux membres, à raison d'un choisi parmi une série de trois candidats proposés par le Conseil d'État ;
- Un membre, parmi trois candidats proposés par la Cour de cassation militaire ;
- Un membre, parmi trois candidats proposés par la Tribunal administratif militaire supérieur ;
- Trois membres, à raison d'un choisi parmi une série de trois candidats proposés par le Conseil de l'enseignement supérieur sélectionnés pour leur expertise en Droit, en science politique ou en économie ;
- Quatre membres, parmi les avocats indépendants, les cadres supérieurs, les juges et les procureurs de première catégorie ou les rapporteurs de la Cour constitutionnelle[6].

Lors de son adoption en 1982, la Constitution prévoyait que tous les membres de la Cour constitutionnelle était nommés uniquement par le président de la République. Précédemment, seulement 2 membres sur 20 étaient nommés par le chef de l'État, alors que 11 membres étaient désignés par les juridictions suprêmes dont 7 par les deux assemblées que comptait alors le Parlement bicaméral turc. La réforme constitutionnelle de 2010 a modifié le processus de nomination en vigueur depuis près de trente ans, afin d'accorder à la Grande Assemblée nationale de Turquie le pouvoir d'élire trois des dix-sept membres. Selon le Dr. Musa Saglam, cette réforme vise à accroître la légitimité démocratique de la Cour.
Les membres de la Cour constitutionnelle y siègent pendant douze ans ; leur mandat n'est pas renouvelable. Parmi eux, ils désignent un président et un vice-président.

## Composition actuelle
| #  | Nom                  | Date de sélection | Fonction       | Provenance | Désignation par                       | Fin de mandat     |
| -- | -------------------- | ----------------- | -------------- | --- | ------------------------------------- | ----------------- |
| 1  | Kadir Özkaya         | 2014              | Président      | Conseil d'État | Recep Tayyip Erdoğan                  | 22 décembre 2026  |
| 2  | Hasan Tahsin Gökcan  | 2014              | Vice-président | Cour de cassation | Abdullah Gül                          | 24 mars 2026      |
| 3  | Basri Bağcı          | 2020              | Vice-président | Cour de cassation | Recep Tayyip Erdoğan                  | 6 avril 2032      |
| 4  | Engin Yıldırım       | 2010              | Membre         | Conseil de l'enseignement supérieur (Ancien doyen de la Faculté des sciences économiques et administratives de l'Université Sakarya)                | Abdullah Gül                          | 9 février 2031    |
| 5  | Rıdvan Güleç         | 2015              | Membre         | Cour des comptes | Grande Assemblée nationale de Turquie | 17 mars 2027      |
| 6  | Recai Akyel          | 2016              | Membre         | Cadres supérieurs ou avocat (Ancien président de la cour des comptes)                                                                               | Recep Tayyip Erdoğan                  | 29 août 2028      |
| 7  | Yusuf Şevki Hakyemez | 2016              | Membre         | Conseil de l'enseignement supérieur (Ancien doyen de la Faculté des sciences économiques et administratives de l'Université technique de Karadeniz) | Recep Tayyip Erdoğan                  | 20 septembre 2028 |
| 8  | Yıldız Seferinoğlu   | 2019              | Membre         | Cadres supérieurs ou avocat (Ancien vice-ministre de la justice)                                                                                    | Recep Tayyip Erdoğan                  | 25 janvier 2031   |
| 9  | Selahaddin Menteş    | 2019              | Membre         | Cadres supérieurs ou avocat (Ancien vice-ministre de la justice)                                                                                    | Recep Tayyip Erdoğan                  | 8 juillet 2031    |
| 10 | İrfan Fidan          | 2021              | Membre         | Cour de cassation | Recep Tayyip Erdoğan                  | 25 janvier 2033   |
| 11 | Kenan Yaşar          | 2022              | Membre         | Président du Barreau (Ancien président de l'Association du Barreau de Çorum)                                                                        | Grande Assemblée nationale de Turquie | 1er février 2034  |
| 12 | Muhterem İnce        | 2022              | Membre         | Cour des comptes | Grande Assemblée nationale de Turquie | 17 octobre 2034   |
| 13 | Yılmaz Akçil         | 2024              | Membre         | Conseil d'État | Recep Tayyip Erdoğan                  | 16 août 2033      |
| 14 | Ömer Çınar           | 2024              | Membre         | Conseil de l'enseignement supérieur (professeur du droit à l'Université d'İbn Haldun)                                                               | Recep Tayyip Erdoğan                  | 22 avril 2036     |
| 15 |                      | 2024              | Membre         | Cadres supérieurs ou avocat | Recep Tayyip Erdoğan                  |                   |

## Actualités
À la suite de la tentative ratée de coup d'État du 15 juillet 2016, des médias annoncent qu'un juge de la Cour constitutionnelle, Alparslan Altan, aurait été arrêté. Les raisons de son arrestation sont alors inconnues,.